# Thomas Petersson
Karl Thomas Petersson,  född 24 augusti 1962 i Snöstorps församling, är en svensk skådespelare och komiker.

## Biografi
Petersson växte upp på en bondgård och gick fordonsteknisk linje på gymnasiet samt en grundläggande yrkeskurs i lantbruk. I sju år arbetade han som traktortekniker, samtidigt som han sysslade med amatörteater inom Arbetarnas bildningsförbund. Han gjorde scendebut redan 1972 i skolpjäsen Tusse Trumpen. Peter Wahlbeck var den som först upptäckte Peterssons komiska potential, och övertalade honom att börja med ståuppkomik. Petersson fick sitt TV-genombrott i Släng dig i brunnen som sändes från ståupp-krogen Norra Brunn i Stockholm. Tillsammans med Adde Malmberg, Lasse Eriksson och Gunilla Åkesson spelade han i revyn Spik på Vasan i Stockholm 1992.
Han har varit flitigt förekommande i TV, bland annat i Prat i kvadrat, Time out och Doobidoo. Som skådespelare har han haft framgångar med egna farser på Halmstad Teater, bland annat Bäddat för sex (1998) och Hotelliggaren (2002). Han har gästat Stefan & Krister. Petersson har varit med i På spåret två gånger, ena gången med Natalia Kazmierska och andra gången med Pia Conde. När han tävlade med Pia Conde gick de vidare till semifinal. Hösten 2009 firade han 20 år på scenen genom att turnera med en jubileumsföreställning och senare släpptes samlings-DVD:n Best of Thomas Petersson.
Vid sidan av karriären som ståuppkomiker och skådespelare drev han ett eget lantbruk på gården i Röinge utanför Halmstad men detta är sedan flera år utarrenderat.
2017 gifte han sig med sin sambo sedan elva år, skådespelaren Anna-Karin Palmgren. I ett tidigare förhållande har Petersson två barn.

## TV och Film
- 1996 – Snacka om nyheter (TV-serie)
- 1998 – Snacka om nyheter (TV-serie)
- 2009 – På spåret (TV-serie)
- 2018 – Bäst i test (TV-serie)

## Teater

### Roller (ej komplett)
| År   | Roll              | Produktion                                                                         | Regi                  | Teater                                           |
| ---- | ----------------- | ---------------------------------------------------------------------------------- | --------------------- | ------------------------------------------------ |
| 1992 | Medverkande i     | Spik, revy                                                                         |                       | Vasateatern                                      |
| 1998 | Lennart Lindh     | Bäddat för sex (A Bedfull of Foreigners) Dave Freeman                              | Anders Albien         | Halmstads Teater                                 |
| 1999 | Richard Broberg   | Inte nu, älskling! (Not Now, Darling) Ray Cooney och John Chapman                  | Anders Albien         | Halmstads Teater                                 |
| 2000 |                   | Semestercharmören (Holiday Snap) John Chapman och Michael Pertwee                  | Anders Albien         | Halmstads Teater                                 |
| 2001 |                   | Dagens dubbel Anders Albien                                                        | Anders Albien         | Halmstads Teater                                 |
| 2002 |                   | Hotelliggaren (Two Into One) Ray Cooney                                            | Anders Albien         | Halmstads Teater                                 |
| 2003 | Hans "Hasse" Falk | Var är Zlatan? (Out of order) Ray Cooney                                           | Anders Albien         | Halmstads Teater                                 |
| 2004 | Håkan Sjöberg     | Vem vill inte bli miljonär? (Funny Money) Ray Cooney                               | Anders Albien         | Halmstads Teater                                 |
| 2005 | Ulf Svärd         | Hederlige Harry (Cash on delivery) Michael Cooney                                  | Anders Albien         | Halmstads Teater                                 |
| 2006 | Janzon            | Asiat i spa't Anders Albien                                                        | Anders Albien         | Halmstads Teater                                 |
| 2007 | Seymour           | Little Shop of Horrors Alan Menken och Howard Ashman                               | Anders Albien         | Halmstads Teater                                 |
| 2008 | Per-Arne Nilsson  | Kuta och kör (Run for Your Wife) Ray Cooney                                        | Bo Hermansson         | Lorensbergsteatern                               |
| 2009 | Anders            | Ett makalöst bröllop – kärlek vid första överkastet (Perfect Wedding) Robin Hawdon | Christoffer Göransson | Halmstads Teater                                 |
| 2011 |                   | Ett makalöst bröllop – kärlek vid första överkastet (Perfect Wedding) Robin Hawdon | Christoffer Bendixen  | Krusenstiernska teatern                          |
| 2011 |                   | Rampfeber (Noises Off) Michael Frayn                                               | Christoffer Bendixen  | Halmstads Teater                                 |
| 2013 | Leif              | Älskling, jag är visst gift (First things first) Derek Benfield                    | Christoffer Bendixen  | Krusenstiernska teatern                          |
| 2015 | Lennart           | Tresteg i snedsteg (Anyone for Breakfast?) Derek Benfield                          | Adde Malmberg         | Krusenstiernska teatern                          |
| 2016 | Jerry/Daphne      | Sugar - I hetaste laget (Sugar) Jule Styne, Bob Merrill och Peter Stone            | Anders Aldgård        | Fredriksdalsteatern                              |
| 2017 | Stefan            | Minns du mig? (Remember Me?) Sam Bobrick                                           | Pär Nymark            | Lisebergsteatern                                 |
| 2018 | Jan-Åke           | DubbelTrubbel (Pyjama Pour Six) Marc Camoletti                                     | Pär Nymark            | Krusenstiernska teatern/ Lisebergsteatern/ Turné |
| 2022 | Lennart           | Bäddat för trubbel (A Bedfull of Foreigners) Dave Freeman                          | Anders Albien         | Krusenstiernska teatern                          |
| 2023 |                   | Pappor på prov (It Runs in the Family) Ray Cooney                                  | Edward af Sillén      | Krusenstiernska teatern                          |
| 2025 | Johan             | Oss swingers emellan (Whose Wives Are They Anyway?) Michael Parker                 | Klas Wiljergård       | Krusenstiernska teatern                          |